# Felicjan Białogłowski
Felicjan Białogłowski herbu własnego (zm. po 1693) – rotmistrz armii koronnej, wojski przemyski.

## Życiorys
Pochodził ze szlacheckiej rodziny Weiskopffów wywodzącej się z Inflant, jego ojciec, o nieznanym imieniu, poślubił Katarzynę z Kożuchowskich i osiadł w dobrach żony w ziemi przemyskiej. Felicjan przyjął spolszczoną wersję swojego nazwiska – Białogłowski. Karierę w wojsku koronnym rozpoczął w 1655, w czasie najazdu szwedzkiego na Rzeczpospolitą jako towarzysz pancerny. W 1663 został mianowany rotmistrzem chorągwi tatarskiej, przez ponad trzydzieści lat dowodził chorągwiami lekkiej jazdy tatarskiej, wołoskiej i jazdy pancernej, walczył we wszystkich konfliktach Rzeczypospolitej w latach 1663–1693.
Był specjalistą od zadań wywiadowczych, ubezpieczających i działań dywersyjnych na tyłach wroga. Podczas rokoszu Lubomirskiego opowiedział się po stronie Jana Kazimierza. W 1665 poprowadził wyprawę łupieską na majątki Lubomirskiego, walczył w bitwie pod Mątwami. Był uczestnikiem walk z Tatarami, podczas wypraw hetmana Sobieskiego w latach 1671 i 1672. W latach 1663–1691 pełnił funkcję wojskiego ziemi przemyskiej. W 1671 sejmik wiszeński wysłał go jako swojego delegata do hetmana Jana Sobieskiego z podziękowaniem za zwycięstwo nad Tatarami oraz w sprawie podziału hiberny. Jesienią 1672 eskortował z chorągwią tatarską misję komisarzy zawierających traktaty pokojowe z Turcją, w Buczaczu.
W czasie kampanii wiedeńskiej dowodził chorągwią pancerną. Walczył w bitwach pod Wiedniem i Parkanami.
Podczas wypraw Sobieskiego do Mołdawii w 1684, 1686, 1691 dowodził chorągwią pancerną w pułku Hieronima Lubomirskiego.

## Rodzina
Żonaty z Anną z Laskowskich. Z tego związku pięciu synów: Ignacy, Marcin, Andrzej, Franciszek zmarli bezpotomnie oraz Jan żonaty z Franciszką Morską. I dwie córki: Katarzyna i Barbara.
Był posiadaczem majątków ziemskich Czerniechów, Delejów i Laszki.
Zmarł po 1693